# 미국 F 비자
미국 F 비자(F visa)는 미국의 비자 정책 중에 하나이다.

## 종류
- F-1 비자: 풀타임 미국 유학생에게 발급된다.
- F-2 비자: F-1 비자의 배우자, 자녀에게 발급된다.
- F-3 비자: 미국의 접경국인 캐나다, 멕시코 국민이 미국 학교에 다니는 경우에 발급된다.

## 같이 보기
- 미국의 비자
  - 선택적 실습(en:Optional Practical Training, OPT)
- 대한민국 F 비자